# Bayern-Ticket
Das Bayern-Ticket ist ein Fahrkartenangebot der Deutschen Bahn AG aus der Familie der Ländertickets. Das 1997 eingeführte Angebot erlaubt die Nutzung aller Regionalverkehrszüge (einschließlich S-Bahnen) in Bayern. Neben dem normalen Bayern-Ticket für die zweite Klasse gibt es noch die Varianten Bayern-Ticket 1. Klasse, Bayern-Ticket Nacht und Bayern-Ticket Nacht 1. Klasse.
Seit dem 10. Juni 2012 gilt ein Preissystem, bei dem vor dem Kauf des Tickets die Anzahl der Mitfahrer bestimmt werden muss. Das System wurde dadurch von einem zwei- in ein fünfgliedriges umgestaltet. Auch wurde zur Umstellung ein Gruppen-1.-Klasse-Ticket eingeführt.
Mit rund 81 Millionen verkauften Fahrkarten ist das Bayern-Ticket das beliebteste Länderticket Deutschlands. Bis Mitte 2017 legten rund 130 Millionen Reisende insgesamt 17 Milliarden Kilometer zurück.

## Konditionen
Es ist in folgenden Varianten erhältlich (Stand: März 2025 in Euro):
| Ticket                        | eine Person | zwei Personen | drei Personen | vier Personen | fünf Personen |
| ----------------------------- | ----------- | ------------- | ------------- | ------------- | ------------- |
| Bayern-Ticket                 | 32          | 42            | 52            | 62            | 72            |
| Bayern-Ticket 1. Klasse       | 44,50       | 66,50         | 88,50         | 110,50        | 132,50        |
| Bayern-Ticket-Nacht           | 30          | 37            | 44            | 51            | 58            |
| Bayern-Ticket-Nacht 1. Klasse | 41,50       | 59,50         | 77,50         | 95,50         | 113,50        |

Die angegebenen Preise gelten für den Kauf an DB-Fahrscheinautomaten, in DB-Service-Stores und im Internet. Beim Kauf in DB-Reisezentren sowie Reisebüros mit DB-Lizenz wird ein Aufschlag von zwei Euro erhoben, bei telefonischer Bestellung über die Service-Hotline der DB wird ein Aufschlag von 3,50 Euro erhoben. Das Bayern-Ticket ist auch an stationären und mobilen Fahrscheinautomaten der Privatbahnen in Bayern erhältlich, wenn diese Mitglied im Tarifverband der Bundeseigenen und Nichtbundeseigenen Eisenbahnen in Deutschland (TBNE) sind. Verschiedene Veranstalter gewähren Rabatte für Bayern-Ticket-Inhaber. Im Frühjahr 2005 boten mehr als 100 Partner Preisnachlässe bei Vorlage des Bayern-Tickets an. Beim Kauf können seit dem 10. Juni 2012 auch bahn.bonus-Punkte erworben werden.
Das Bayern-Ticket gilt in allen Nahverkehrszügen der Deutschen Bahn (IRE, RE, RB und S-Bahnen) sowie den Zügen der Privatbahnen, welche Mitglied im Tarifverband der Bundeseigenen und Nichtbundeseigenen Eisenbahnen in Deutschland (TBNE) sind, sowie in den Verkehrsmitteln der Verkehrsverbünde (U-Bahn, Stadtbahn, Straßenbahn, Stadt- und Regionalbusse) und weiteren Regionalbussen.
Zeitliche Gültigkeit Bayern-Ticket (1. und 2. Klasse):
- Von 9 Uhr bis 3 Uhr des nächsten Tages.
- An Wochenenden, Feiertagen (inklusive Mariä Himmelfahrt) sowie am 24. und 31. Dezember von 0 bis 3 Uhr des nächsten Tages.

Zeitliche Gültigkeit Bayern-Ticket Nacht (1. und 2. Klasse):
- Sonntag bis Donnerstag ab 18 Uhr bis 6 Uhr des nächsten Tages
- Freitag, Samstag, sowie am 15.08. (Mariä Himmelfahrt), 24.12. und 31.12. ab 18 Uhr bis 7 Uhr des nächsten Tages
- In der Nacht vor einem in ganz Bayern gültigen gesetzlichen Wochenfeiertag ab 18 Uhr bis 7 Uhr des nächsten Tages

Alle Reisenden müssen ihren Vor- und Nachnamen entweder online oder unauslöschlich in Druckbuchstaben in der vorgesehenen Spalte eintragen, denn das Bayern-Ticket ist nur mit Namenseintragungen gültig und wenn es bei der Fahrscheinkontrolle in Verbindung mit amtlichen Lichtbildausweisen (Personalausweis oder Reisepass) vorgezeigt werden kann. Bis zum Zustieg von unterwegs zusteigenden Reisenden können bei ausgedruckten Tickets Namens-Felder leer bleiben, denn die Zusteigenden müssen ihren Namen erst „[...] unmittelbar nach ihrem Zustieg [...]“ eintragen. Regelungen zu der Reihenfolge der Namenseintragung auf dem Ticket gibt es nicht.
Der Zustieg der einzelnen Gruppenmitglieder kann seit dem 10. Juni 2012 an allen Unterwegsbahnhöfen geschehen.
Es können bis zu 3 Kinder im Alter von 6 bis 14 Jahren kostenfrei mitfahren. Kinder bis einschließlich 5 Jahre dürfen in unbegrenzter Anzahl kostenfrei mitgenommen werden. Als Kinder gelten hier eigene oder fremde Kinder.
Größere Hunde zählen als Mitfahrer und werden wie eine erwachsene Person berechnet. Ein zahlungspflichtiger Hund ist auf dem Bayernticket mit Hund anstelle eines Reisenden einzutragen.

## Räumlicher Geltungsbereich
Das Bayern-Ticket gilt seit seiner Einführung auf allen Eisenbahnstrecken in Bayern. Um wichtige benachbarte Bahnhöfe anzuschließen oder alternative Fahrrouten zu ermöglichen, wurde der räumliche Geltungsbereich schrittweise erweitert. Bereits am 1. August 1997 wurde die Strecke von Neu-Ulm über Ulm Hbf nach Thalfingen, Unter- und Oberelchingen einbezogen, damit diese bayerischen „Exklaven“ das Ticket nutzen konnten. Am 1. Juli 1999 wurde der Geltungsbereich auf die österreichischen Bahnhöfe Kufstein und Salzburg Hbf sowie die durch Baden-Württemberg führende Strecke von Memmingen über Kißlegg nach Hergatz erweitert. Seit dem 1. April 2008 können Kunden mit dem Bayern-Ticket von und bis Sonneberg in Thüringen fahren. Außerdem können mit dem Ticket Crailsheim und Lauda (Lauda-Königshofen) in Baden-Württemberg sowie Jossa (Sinntal) in Hessen erreicht werden. Auch die Außerfernbahn darf auf dem österreichischen Abschnitt zwischen Griesen und Pfronten-Steinach befahren werden.

## Geschichte

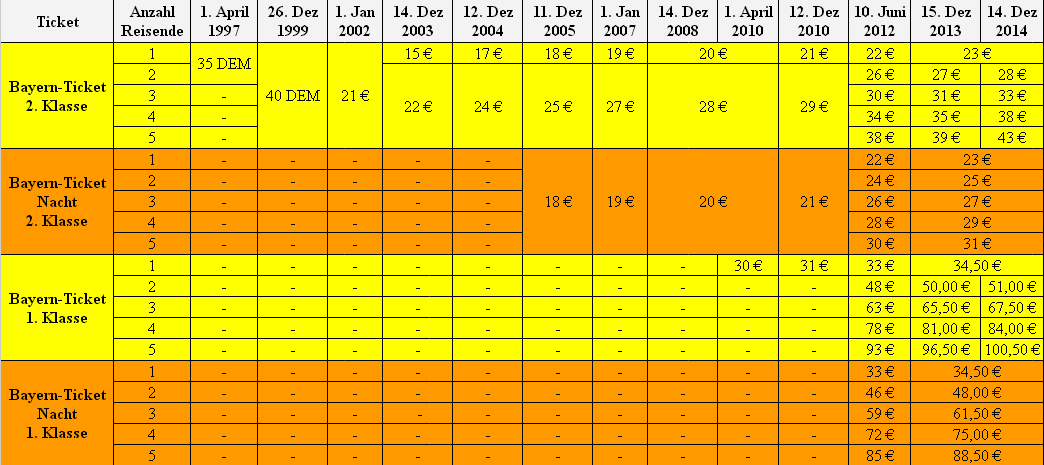
Preisentwicklung Bayern-Tickets

Das Angebot wurde zum 3. März 1997 auf Initiative des Freistaats Bayern eingeführt. Für 35 D-Mark konnten Familien oder zwei Erwachsene alle Nahverkehrszüge, Regionalbahnen sowie Stadt- und Regionalexpresszüge in Bayern nutzen. Ausgeschlossen waren dabei Reisen zwischen 6 und 9 sowie zwischen 16 und 19 Uhr. Für einen Aufpreis von 20 D-Mark konnten darüber hinaus Interregio- und Schnellzüge in Bayern benutzt werden. Wesentliches Ziel des Angebotes war, die Auslastung der Züge in Schwachlastzeiten zu verbessern. Ausgeschlossen war ferner die S-Bahn München. Der dafür verantwortliche Münchner Verkehrsverbund habe laut Angaben des damaligen Wirtschaftsministers Wiesheu zunächst den Erfolg des neuen Fahrscheins abwarten wollen.
Nach einer Testphase bis Juli 1997 sollte noch vor den Sommerferien die endgültige Variante des Tickets vorgestellt werden. Das Angebot war ursprünglich bis zum Jahresende befristet. Durchschnittlich 800 Fahrkarten pro Werktag habe die Deutsche Bahn nach eigenen Angaben verkauft. Ende Oktober 1997 wurde bekannt, dass das Angebot über die Erprobungsphase hinaus angeboten werden solle. Das Bayerische Verkehrsministerium setzte sich dabei dafür ein, die Nutzung auch während der Hauptverkehrszeiten zu ermöglichen. Auch die S-Bahn München sollte in das Angebot mit einbezogen werden.
Im April 1998 wurde der Geltungsbereich auf die S- und U-Bahn München sowie auf alle Verkehrsmittel der Deutschen Bahn im VGN und den Räumen Augsburg und Würzburg ausgedehnt. Der Preis lag unverändert bei 35 D-Mark, das Ticket war montags bis freitags gültig.
Zum 26. Dezember 1999 wurde das Angebot auf fünf Erwachsene ausgedehnt, der Preis wurde von 35 auf 40 D-Mark angehoben.
Im März 2000 wurden 60.000 Bayern-Tickets als Entschädigung für Probleme der S-Bahn München im vorherigen Winter an Reisende verschenkt.
Im Juli 2000 lehnte die Deutsche Bahn die Bitte von Bayerischem Verkehrsministerium und Bayerischer Eisenbahngesellschaft ab, die Nachmittags-Sperrzeit (16 bis 18 Uhr) abzuschaffen, nachdem in Rheinland-Pfalz und im Saarland Ländertickets ohne eine Ausschlusszeit am Nachmittag eingeführt wurden. Die Nachmittagssperrzeit wurde schließlich zum Fahrplanwechsel im Juni 2001 aufgehoben.
Im September 2003 lag der Verkaufspreis des Bayern-Tickets bei 21 Euro, im Juli 2004 bei 22 Euro.
Ab 2004 waren die Bayern-Tickets für Fahrten am Samstag und Sonntag erhältlich. Im August 2004 wurde der Geltungsbereich auf den Verkehrsverbund Würzburg ausgedehnt. Ende 2004 wurde der Preis des Tickets erhöht.
Zum Fahrplanwechsel am 11. Dezember 2005 wurde die Gültigkeit auf zahlreiche öffentliche Buslinien Bayerns ausgedehnt und der Preis der Fahrkarte von 24 auf 25 Euro erhöht. Einzige Ausnahme unter den mehr als 400 Verkehrsunternehmen, die von DB Regio Bayern in Verhandlungen zur Anerkennung des Tickets bewogen wurden, blieben zunächst die Schweinfurter Verkehrsbetriebe. Weitere Ausnahmen blieben darüber hinaus grenzüberschreitende Busverkehre sowie mautpflichtige Angebote (beispielsweise in Reit im Winkl). Ebenso wurde zu diesem Datum das Bayern-Ticket Nacht als zusätzliches Angebot eingeführt.
Seit dem 1. April 2010 kann das Bayern-Ticket auch als Online-Ticket ausgestellt werden. Seither gelten bei der Gruppen- sowie der Nacht-Variante des Tickets auch Hunde als Mitreisende.
Seit dem 1. August 2010 sind die Bayern-Tickets auch bei den Schweinfurter Verkehrsbetrieben (Stadtwerke Schweinfurt) gültig.
Zum Fahrplanwechsel im Dezember 2016 wurde der Preis des Bayern-Tickets (für eine allein reisende Person) von 23 auf 25 Euro angehoben.
Im Dezember 2022 wurden die Preise erneut angehoben, diesmal um einen Euro sowohl für den Basispreis als auch den Zuschlag für weitere Reisende. Das Bayern-Ticket 2. Klasse für eine Person kostet damit 27 Euro.
Zum 10. Dezember 2023 erfolgte eine Anpassung auf 29 Euro für das Ticket und auf 10 Euro für weitere Mitreisende.

### „Schlepper“
Die seit dem 15. Dezember 2013 bestehende Pflicht, dass alle Namen (anstatt wie bis dahin nur einer) eingetragen werden, war eine Reaktion auf den Missbrauch des Tickets durch „Schlepper“: Nachdem ein Reisender mit einer Gruppe eine legale Fahrt unternommen hatte, behielt er das Ticket und suchte neue (vermeintliche) Mitfahrer. Da ein Austausch der Fahrgäste auf dem Bayern-Ticket ausgeschlossen war (und ist), täuschte der „Schlepper“ also den Mitfahrern vor, sie könnten bei ihm legal mitfahren. Tatsächlich fuhren die neuen Mitfahrer ohne gültiges Ticket und wurden teilweise zur Zahlung eines erhöhten Fahrpreises verpflichtet. Dadurch, dass die „Schlepper“ und nicht die Bahn den von den Mitfahrern gezahlten Betrag erhielten, entstand der Bahn ein Schaden, der sich nach ihren Angaben auf 430.000 bis 1,38 Mio. Euro belief. Anfang August 2014 gab ein Sprecher der Bahn an, dass die Bahn nach der Informationskampagne und Einführung der Pflicht, alle Namen einzutragen, das Problem der Schlepper nun „im Griff“ habe.

## Weitere Varianten

### Bayern-Ticket Single
Zum Fahrplanwechsel im Dezember 2003 wurde das günstigere Bayern-Ticket Single eingeführt. Für 15 Euro reiste dabei eine Person zu denselben Konditionen wie des Bayern-Tickets. Das Single-Variante wurde auf Druck des Bayerischen Verkehrsministeriums in Verhandlungen über den Verkehrsvertrag (der im September 2003 über zehn Jahre verlängert wurde) eingeführt. Bis Anfang März 2004 wurden mehr als 200.000, bis Mitte 2004 899.000 Bayern-Tickets Single verkauft.
Zum Fahrplanwechsel am 11. Dezember 2005 wurde der Preis auf 18 Euro erhöht.
Zum 1. April 2010 wurde eine Erste-Klasse-Variante zum Preis von 30 Euro eingeführt. Der Preis in der 2. Klasse lag dabei bei 20 Euro.
Mit der Umstellung des Preissystems zum 10. Juni 2012 entfiel das Bayern-Ticket Single. Seitdem gelten alle Varianten von Bayern-Tickets grundsätzlich für eine Person. Für jeden zusätzlichen Mitfahrenden muss ein Aufschlag gezahlt werden.

### Bayern-Böhmen-Ticket
Für Fahrten in grenznahe tschechische Gebiete wird das Bayern-Böhmen-Ticket angeboten. Für dieses gelten dieselben Konditionen wie für das reguläre Bayern-Ticket, zusätzlich erstreckt sich dessen Geltungsbereich in Tschechien noch von Tannwald in der Nähe der polnischen Grenze über Reichenberg, Aussig an der Elbe, Leitmeritz, Komotau, Karlsbad, Marienbad, Pilsen bis nach Budweis. Es gilt in Tschechien für Express- (EX), Schnell- (R), Eil- (Sp) und Personenzüge (Os) der České dráhy innerhalb des Geltungsbereichs.
Die erste Person zahlt 35 Euro, die zweite bis fünfte Person zahlt jeweils 10,60 Euro zusätzlich. Das Ticket wird nur für die 2. Klasse angeboten.

### Regio-Ticket Werdenfels
Für Fahrten in der Region Werdenfelser Land wird das Regio-Ticket Werdenfels angeboten. Für dieses gelten ähnliche Konditionen wie für das reguläre Bayern-Ticket, nur der Geltungsbereich beschränkt sich auf die Regionen München, Tutzing, Kochel, Oberammergau sowie Mittenwald und auf die Außerfernbahn von Garmisch-Partenkirchen über Reutte bis nach Pfronten-Ried. Start- und Zielbahnhof dürfen dabei nicht innerhalb des gleichen Verkehrsverbundes liegen.
Die erste Person zahlt 29 Euro, die zweite bis fünfte zahlt jeweils 10 Euro zusätzlich. Das Ticket wird nur für die 2. Klasse angeboten.

### Südostbayern-Ticket
Das Südostbayern-Ticket ist ein regionales Angebot im Raum München-Passau-Landshut-Rosenheim-Freilassing, welches zu denselben zeitlichen Gültigkeiten wie das Bayern-Ticket auf ausgewählten Strecken der Südostbayern-Bahn, der Meridian sowie der ÖBB PV AG wahlweise für eine bis fünf Personen in der ersten oder zweiten Wagenklasse gilt. Es gilt auch grenzüberschreitend auf der Strecke Freilassing-Salzburg Hbf.

## Verkaufszahlen
1997 wurden 335.000 Bayern-Tickets verkauft. 1998 wurden rund 627.000 abgesetzt, im Jahr 1999 lag die Zahl bei 866.000. 2003 wurden 1,47 Millionen Fahrgäste gezählt. In der ersten Jahreshälfte 2004 wurden 645.808 Stück der 22-Euro-Variante abgesetzt. 2004 wurden 1,6 Millionen Bayern-Tickets sowie knapp zwei Millionen Bayern-Tickets Single verkauft. In den ersten vier Monaten des Jahres 2005 nahm die Nachfrage im Jahresvergleich um weitere 15 Prozent zu. 2005 lag die Zahl der verkauften Bayern-Tickets bei 1,7 Millionen.
Ende März 2006 wurde das zehnmillionste Bayern-Ticket verkauft. Es ist damit, nach Bahnangaben, das meistverkaufte Länderticket in Deutschland. Durchschnittlich seien drei Reisende mit der Fahrkarte unterwegs. Bis Mitte Juni 2010 wurden von allen Bayern-Ticket-Varianten insgesamt 30 Millionen Stück verkauft, darunter 17,5 Millionen Exemplare der klassischen Variante.
Mit mehr als vier Millionen verkauften Bayern-Tickets (davon 1,9 Millionen Bayern-Tickets Single) wurde 2010 ein neuer Verkaufsrekord erzielt.
Bereits 16 Jahre nach der Einführung wurden bis Oktober 2013 100 Millionen Bayern-Ticket-Reisende gezählt. Damit sei die Fahrkarte das bundesweit erfolgreichste Länderticket der Deutschen Bahn.
Aufgrund des Erfolges des Tickets und als bunte Werbemaßnahme wurde schließlich eine Lokomotive der DB-Baureihe 218 in einem besonderen Design lackiert und 2013 der Öffentlichkeit vorgestellt.
Bis Mitte 2014 wurden 50 Millionen Bayern-Tickets verkauft. Bis Ende 2021 stieg die Zahl der verkauften Tickets auf 78,4 Millionen.